# Toamasina
Toamasina (Tamatave) este un oraș în partea de est a Madagascarului. Este reședința regiunii Atsinanana și port la Oceanul Indian.